# 핫사무역
핫사무역(일본어: 発寒駅 핫사무에키[*])은 일본 홋카이도 삿포로시 니시구에 있는 홋카이도 여객철도 하코다테 본선의 철도역이다.

## 역 구조
2면 2선의 승강장이 있는 지상역이다. 업무를 홋카이도 JR 서비스넷에 위탁하고 있는 업무 위탁역이며, 미도리노마도구치, 자동 개찰기 등의 시설이 갖추어져 있다.
역사의 과선교는 삿포로 시측에서 설치한 것이며, 역사가 과선교와 연결되어 있는 구조로 매우 좁다.

### 승강장
| 1 | ■ 하코다테 본선 | 데이네 · 호시오키 · 오타루 방면                  |
| 2 | ■ 하코다테 본선 | 삿포로 · 이와미자와 · 지토세 · 신치토세쿠코 방면 |

## 역 주변
북부는 공장 지대이며, 남부는 주택 지대이다.
- 핫사무 철공단지
- 삿포로 고토니 공업고등학교
- 핫사무니시 공원
- 삿포로 시립 니시 초등학교
- 삿포로 지하철 도자이 선 미야노사와 역

## 역사
- 1986년 11월 1일 - 일본국유철도의 역으로 개업. 역의 업무는 일본교통관광에 위탁.
- 1987년 4월 1일 - 일본국유철도 분할 민영화로 홋카이도 여객철도가 계승.
- 2001년 4월 1일 - 역의 업무 위탁을 홋카이도 JR 서비스넷에 위임.
- 2007년 10월 - 역 번호 부여. S05.
- 2008년 10월 25일 - IC 카드(Kitaca)의 사용 개시.

## 인접한 역
| 홋카이도 여객철도 ■ 하코다테 본선 | 홋카이도 여객철도 ■ 하코다테 본선     | 홋카이도 여객철도 ■ 하코다테 본선                    |
| --------------------------------- | ------------------------------------- | ---------------------------------------------------- |
| S06 이나즈미코엔 오타루 방면      | ● 구간쾌속 "이시카리 라이너" B ● 보통 | S04 핫사무추오 삿포로 · 이와미자와 · 도마코마이 방면 |

## 관련 사이트
- (일본어) 역 구내도 (핫사무 역) - 홋카이도 여객철도